# Babka (kulle)
Babka är en kulle i Tjeckien. Den ligger i den centrala delen av landet, 25 km sydväst om huvudstaden Prag. Toppen på Babka är 586 meter över havet.
Terrängen runt Babka är kuperad åt nordväst, men åt sydost är den platt. Runt Babka är det ganska tätbefolkat, med 134 invånare per kvadratkilometer. Närmaste större samhälle är Modřany, 18,1 km nordost om Babka. I omgivningarna runt Babka växer i huvudsak blandskog.